# TJ Ioane
Pour les articles homonymes, voir Ioane.
Pas d'image ? Cliquez ici

a Compétitions nationales et continentales officielles uniquement.

b Matchs officiels uniquement.
Dernière mise à jour le 2 août 2024.
Tala James "TJ" Ioane, né le 9 mai 1989 à Apia (Samoa), est un joueur de rugby à XV international samoan évoluant aux postes de troisième ligne aile et troisième ligne centre.

## Biographie
TJ Ioane est arrivé avec sa famille en à Wellington en Nouvelle-Zélande à l'age de 8 ans. Il a ensuite fait ses études au Wellington College.
Il est le cousin de l'ailier international australien Digby Ioane.

## Carrière

### En club
TJ Ioane a commencé sa carrière professionnelle en 2009 avec la province de Wellington en NPC (championnat des provinces néo-zélandaises). Il dispute deux saisons avec cette équipe, sans pour autant jouer de match en raison de la féroce concurrence à son poste, et du manque de confiance de la part de son entraîneur Jamie Joseph. Il rejoint ensuite la province d'Otago avec qui il dispute 37 matchs pour 10 essais inscrits,. Il joue une part importante dans l'obtention du Ranfurly Shield par son équipe en août 2013, ce qui est la première fois depuis 1957 pour Otago.
En 2013, il est retenu par la franchise des Highlanders pour disputer la saison 2013 de Super Rugby. Il fait ses débuts en Super Rugby le 15 mars 2013 contre les Hurricanes.
En janvier 2015, il rejoint le club anglais des Sale Sharks qui évolue en Premiership.
En juillet 2018, après quatre saisons avec Sale, il est libéré de sa dernière année de contrat et rejoint les London Irish qui viennent d'être relégués en RFU Championship. Il participe à la remontée du club londonien en Premiership,.
Peu utilisé lors de la saison 2019-2020, il est prêté la saison suivante à l'équipe écossaise des Glasgow Warriors en Pro14. Il joue beaucoup lors de sa saison en Écosse, mais n'est pas conservé au terme de son contrat, et quitte le club.
En juillet 2021, il signe un contrat de deux saisons avec l'US bressane, récemment promue Pro D2. Au terme de sa première saison, son club est relégué en Nationale, mais Ioane honore bien la deuxième année de son contrat. Il quitte le club aindinois en juin 2023.

### En équipe nationale
TJ Ioane a joué pour sélection scolaire néo-zélandaise (en) en 2007.
Il est sélectionné pour la première fois avec l'équipe des Samoa en octobre 2014. Il obtient sa première cape internationale le 14 novembre 2014 à l’occasion d’un test-match contre l'équipe du Canada à Vannes.
Il est sélectionné dans le groupe samoan choisi par Stephen Betham (en) pour participer à la Coupe du monde 2015 en Angleterre. Il dispute deux matchs contre l'Afrique du Sud et le Japon.
En 2019, il est retenu par le sélectionneur Steve Jackson (en) dans le groupe samoan pour disputer la coupe du monde au Japon. Il dispute quatre matchs lors de la compétition, contre la Russie, l'Écosse, le Japon et l'Irlande.

## Palmarès

### En club
- Champion de RFU Championship en 2019 avec les London Irish.

### En équipe nationale
- 25 sélections avec les Samoa entre 2014 et 2019.
- 5 points (1 essais).
- Participation à la coupe du monde 2015 (2 matchs) et 2019 (4 matchs).